# Paruroctonus tulare
Paruroctonus tulare — вид скорпіонів родини Vaejovidae. Описаний у 2023 році.

## Поширення
Ендемік Каліфорнії. Виявлений у декількох районах у долині Сан-Хоакін в округах Керн і Фресно. Населяє пустельні місцевості.

## Назва
Видовий епітет tulare відноситься до історичного висушеного озера Туларе та пов'язаного з ним басейну, навколо якого зараз зустрічається скорпіон.

## Опис
Тіло самця завдовжки від 41,45 до 53,24 мм, а самиці — від 44,1 до 54 мм.